# 花谷卓治

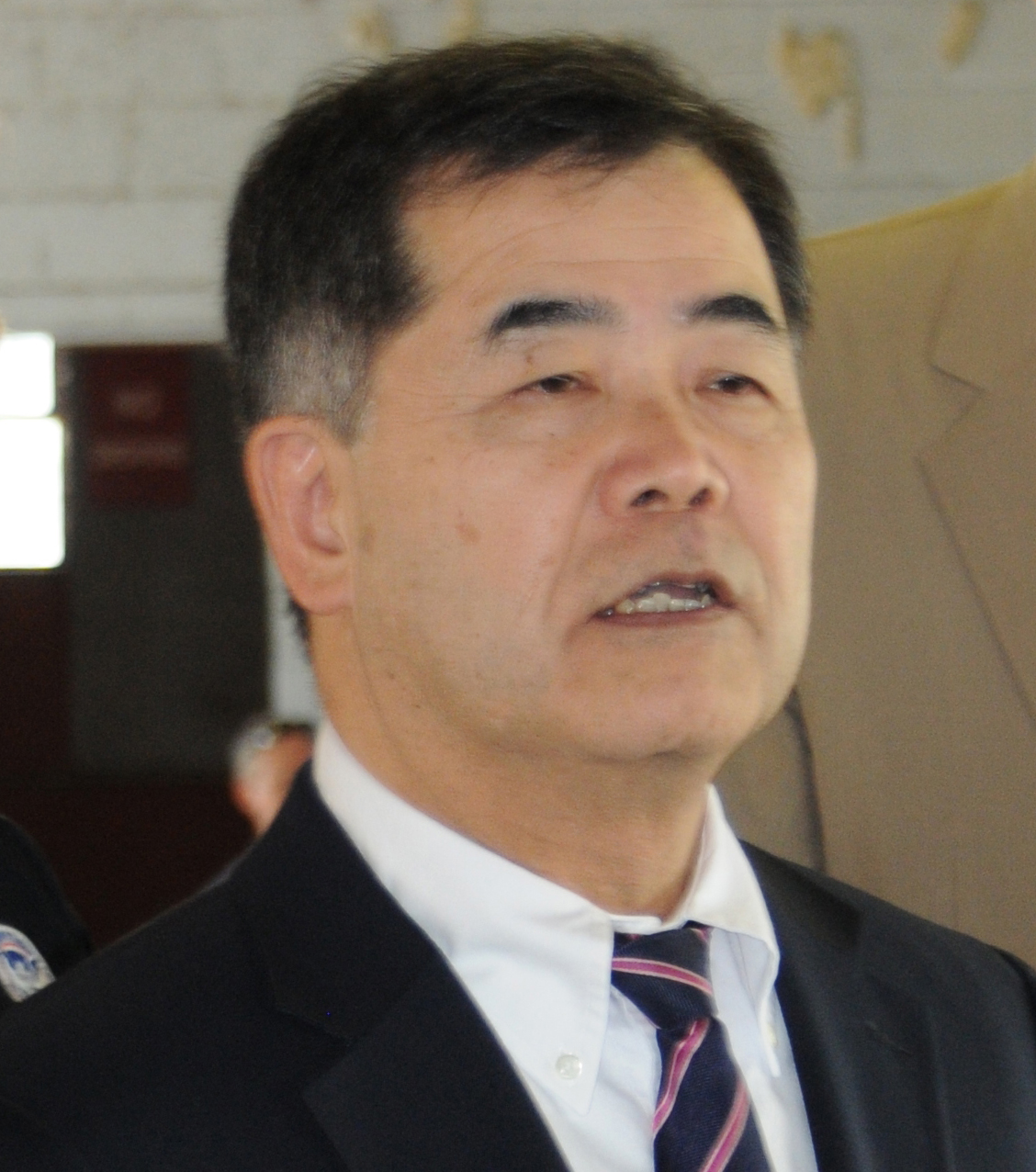
花谷アトランタ総領事（2011年5月5日）

花谷 卓治（はなたに たくじ）は、日本の外交官。参議院事務局国際部長を経て、駐モロッコ特命全権大使。

## 人物・経歴
兵庫県出身。1977年（昭和52年）立命館大学法学部卒業。1979年（昭和54年）外務省に入省した。
1980年から1982年まで、アメリカに語学研修。外務省本省では中近東アフリカ局、北米局、国連局、経済局、総合外交政策局、経済協力局などに勤務。在外公館ではジュネーブ軍縮代表部、パリOECD代表部、ベルギー大使館、タンザニア大使館、ケニア大使館、ブラジル大使館に勤務した。外務省総合外交政策局国際社会協力部国連行政課専門機関行政室長、外務省経済局国際機構課長、在ベルギー日本国大使館公使などを経て、2008年（平成18年）9月から、アトランタ総領事。2012年（平成24年）3月、退任。2012年4月参議院事務局国際部長、2014年4月1日フィジー・バヌアツ駐箚特命全権大使。同年5月16日キリバス・ツバル・ナウル駐箚特命全権大使。2017年4月、モロッコ大使。

## 同期
（　）は現在の役職
- 平松賢司（外務省総合外交政策局長）
- 田良原政隆（駐エルサルバドル大使）
- 北岡元（エディンバラ総領事）
- 横井裕（駐トルコ大使）
- 伊原純一（外務省アジア大洋州局長）
- 山口壯（衆議院議員）
- 大江博（内閣官房内閣審議官）
- 宮川眞喜雄（駐マレーシア大使）
- 廣木重之（駐南アフリカ大使）
- 長谷川晋（ストラスブール総領事）
- 小林弘裕（アフリカにおける地域経済共同体・平和・安全保障担当大使）
- 堀江良一（元駐スーダン大使）
- 西岡淳（駐ジブチ大使）
- 小川正史（駐ネパール大使）
- 礒部博昭（駐パナマ大使）
- 西村篤子（駐ルクセンブルク大使）
- 羽田浩二（駐イラン大使）
- 大澤勉（駐カメルーン大使）